# Волоберщина
Волоберщина е данък във Втората българска държава, който е вземан за определена площ земя, обработвана с двойка волове. Споменава се във Виргинската грамота (редове 88, 101) на цар Константин Асен (1257 - 1277). Идентичен е с данъка зевгар, споменат във Ватопедската грамота на цар Иван Асен II от 1230 г. и в Рилската грамота на цар Иван Шишман от 1378 г., както и с византийския данък зевгаротикон (или зевгологион). Възможно е да е идентичен и с т. нар. „житарство“ (данък в жито), споменат в Зографската грамота на цар Иван Александър от 1342 г.